# Johannes Nicolai Ofeegh
Johannes Nicolai Ofeegh (Athanatus) (Johan Nilsson) (även  född i Noraskogs församling, Västmanland, död 1 januari 1574 i Västerås församling, var en svensk läkare och biskop.

## Biografi
Johannes Nicolai föddes i Noraskogs församling. Han var son till en bergsman. Johannes Nicolai inskrevs vid Universitetet i  Wittenberg i oktober 1539 och var därefter skolmästare i Strängnäs troligen 1540-1549. Bland hans elever i Strängnäs fanns Jöran Persson, som han även senare kom att umgås med. År 1553 efterträdde han, troligen genom inflytande av sin svåger Dionysius Beurræus, Olaus Petri som kyrkoherde i Stockholm och blev 1557 ordinarius i det nyinrättade Stockholms stift.
På 1550-talet var Ofeegh kung Gustav Vasas läkare och var där vid kungens dödsbädd. Vid Peder Swarts död befordrades han 1562 till biskop i Västerås stift och gjorde sig i denna egenskap känd genom nit för god ordning. Han var även inblandad i den likvoristiska striden.

### Familj
Johannes Nicolai gifte sig 26 maj 1549 med Ragnhild Haraldsdotter Körning. Hon var dotter till Harald Eriksson till Vällinge och Märta Persdotter Luth. De fick tillsammans Catharina (Susanna) Ofeegh som var gift med kyrkoherden Valerianus Laurentii Cuprimontanus i Hedemora församling och kyrkoherden Christophorus Germundi i Odensvi församling. Efter Johannes Nicolai död gifte Ragnhild Haraldsdotter Körning om sig med lille Jöns i Stockholm.